# Kanton L’Isle-sur-le-Doubs
Der Kanton L’Isle-sur-le-Doubs war bis 2015 ein französischer Wahlkreis im Département Doubs und in der damaligen Region Franche-Comté. Er umfasste 24 Gemeinden im Arrondissement Montbéliard; sein Hauptort (frz.: chef-lieu) war L’Isle-sur-le-Doubs. Die landesweiten Änderungen in der Zusammensetzung der Kantone brachten im März 2015 seine Auflösung. Vertreter im conseil général des Départements war zuletzt von 2001 bis 2015 Rémy Nappey.

## Gemeinden
| - Accolans - Appenans - Arcey - Blussangeaux - Blussans - Bournois - Étrappe - Faimbe - Geney - Gémonval - Hyémondans - L’Isle-sur-le-Doubs | - La Prétière - Lanthenans - Longevelle-sur-Doubs - Mancenans - Marvelise - Montenois - Médière - Onans - Rang - Saint-Maurice-Colombier - Sourans - Soye |